# شهرستان جکسون (اوهایو)
شهرستان جکسون، اوهایو (به انگلیسی: Jackson County, Ohio) یک سکونتگاه مسکونی در ایالات متحده آمریکا است که در اوهایو واقع شده‌است.